# Halenbeck-Rohlsdorf
Halenbeck-Rohlsdorf település Németországban, azon belül Brandenburgban. Lakosainak száma 511 fő (2023. december 31.).

## Népesség
A település népességének változása:
| Lakosok száma | 508  | 492  | 523  | 524  | 511  |
|               | 2017 | 2019 | 2021 | 2022 | 2023 |